# Rave (hudba)
Rave je hudební žánr skládající se z forem elektronické taneční hudby, které jsou spojeny s rave scénou.

## Charakteristika
Nejčastěji je termín Rave používaný pro vysoce energickou hudbu, včetně některých forem trance, která se vyznačuje samply, smyčkami a syntezátory. Do méně intenzivní formy Rave patří Ambient a Chillout, obecně hrané v oddělených prostorách rave, známých jako „chill rooms“, které poskytují odpočinek a relax od intenzivního tance.
Rave následoval House fenomén a zprvu byl považován za kombinaci Acid housu, New beat, rychlého Breakbeatu a hardcorových forem Techna.

## Žánry
Rave je rozdělen do různých žánrů.
- Acid house — 808 State, Guru Josh, Humanoid, The KLF, Phuture
- Breakbeat — DJ Mikey Mike, DJ 303, Brad Smith a DJ Phunx
- Breakbeat hardcore — Acen, Altern-8, Brainstorm Crew, Bobs and Sounds, The Chemical Brothers, The Prodigy, Shades Of Rhythm, Shut Up And Dance
- Drum & Bass/Oldschool jungle — 4Hero, Andy C, Goldie, Dieselboy
- Goa trance/Psychedelic trance — Hallucinogen, Astral Projection
- Hardcore techno styly: Happy hardcore, Hardcore house, Gabber — Angerfist, Evil Activities, Dune, Scooter, Luke Slater, Dave Clarke, Darren Styles, Neophyte, Endymion, Tommyknocker, Hellfish, Vagabond
- Hard trance — Cosmic Gate, DJ Scot Project, Alphazone
- Hardstyle — Technoboy, Zany, Donkey Rollers, Luna, Dana, Isaac, Blutonium Boy
- New beat
- Speed garage & Bassline house — Platnum, DJXP, T2 and Double 99, Zomby
- UK funky — Donae'o, Ill Blu and Funky Dee
- UK garage & Grime — Artful Dodger, Roll Deep and DJ Pied Piper

Do downtempo a také netanečních žánrů, které se poslouchají v „chill rooms“ patří:
- Ambient — Brian Eno, Harold Budd, The Orb a Orbital
- Dubstep — Chase & Status, Rusko, Skream, Magnetic Man, Benga, Digital Mystikz and Burial
- IDM — Aphex Twin, Autechre and Mic-Chek